# Kyichu Lhakhang
Koordinaten: 27° 26′ 28″ N, 89° 22′ 32,6″ O

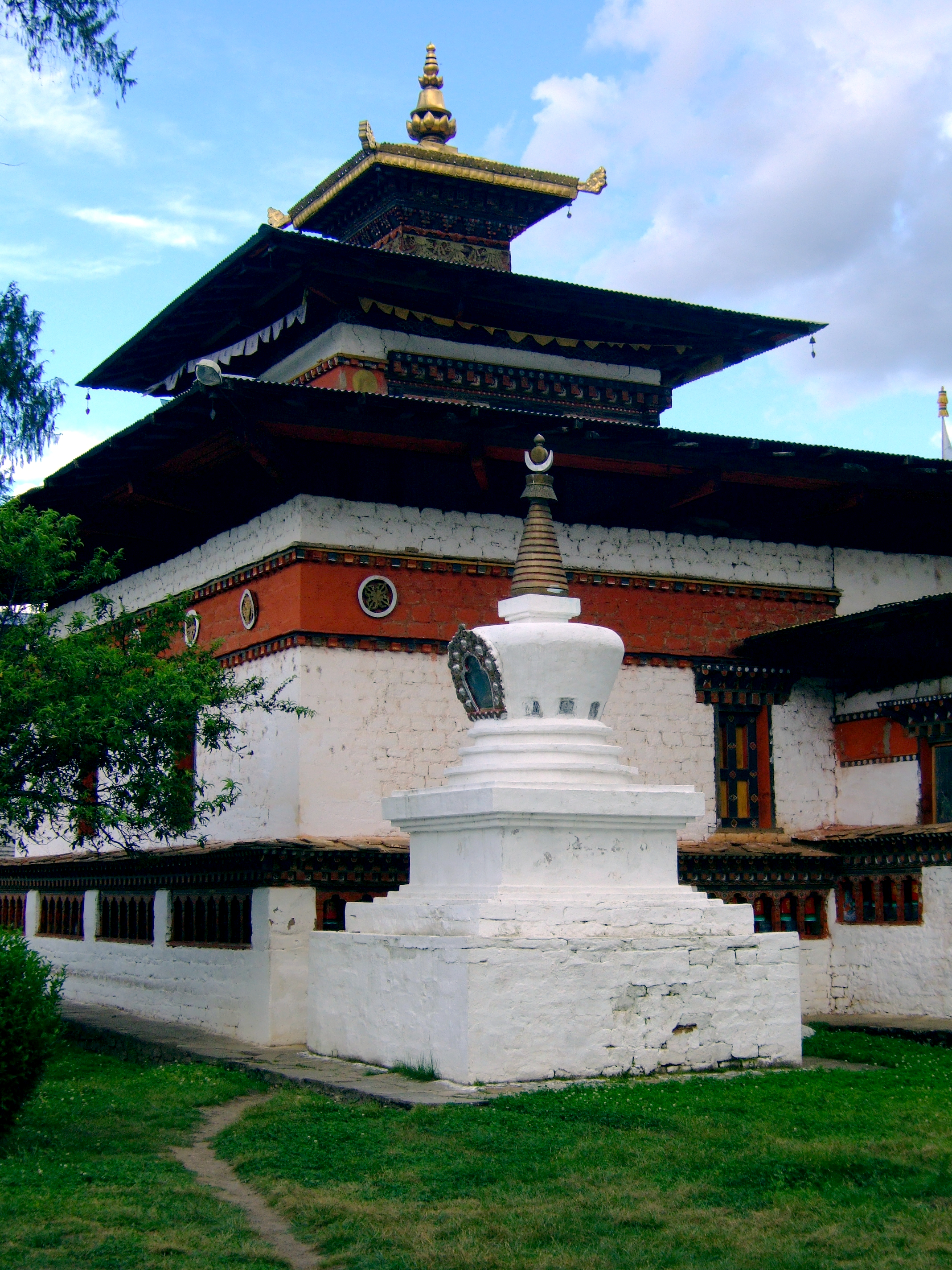
Kyichu Lhakhang, 2006

Kyichu Lhakhang (auch Kyerchu Lhakhang) ist ein buddhistischer Tempel in Pagodenbauweise im Distrikt Paro im westlichen Teil des Königreichs Bhutan.
Die vermutlich im 7. Jahrhundert von Songtsen Gampo gegründete Anlage ist eines der ältesten buddhistischen Klöster in Bhutan, das dafür bestimmt war die Riesige Dämonin zu zähmen. Kyichu Lhakhang ist u. a. bekannt für seine alten Bodhisattva-Statuen im Altarraum.
Auf dem Tempelgelände selbst befinden sich zwei Tempel, welche in ihrer Bauform gleich sind. Der ältere Tempel wurde von König Songtsen Gampo im 7. Jahrhundert erbaut. Eine weitere geschichtliche Bedeutung erlangte der Tempel im 13. Jahrhundert, als dieser unter die Verwaltung der Drukpa gestellt wurde. Durch den Tempel wurde der buddhistische Einfluss in der Region gestärkt.
Der zweite Tempel wurde 1968 errichtet. Dieser ist eine exakte Kopie des ersten Tempels aus dem 7. Jahrhundert. Die Innenräume der Tempel sind reich verziert und geschmückt.